# Вайлерсбах (Верхняя Франкония)
Вайлерсбах (нем. Weilersbach) — община в Германии, в земле Бавария.
Подчиняется административному округу Верхняя Франкония. Входит в состав района Форххайм. Подчиняется управлению Кирхеренбах. Население составляет 2038 человек (на 31 декабря 2010 года). Занимает площадь 8,62 км².
Коммуна подразделяется на 5 сельских округов.

## Население
По оценке на 31 декабря 2015 года население общины Вайлерсбах составляет 2031 чел. 

| Дата      | 1840 | 1871 | 1900 | 1925 | 1939 | 1950 | 1961 | 1970 | 1987 | 2011 |
| --------- | ---- | ---- | ---- | ---- | ---- | ---- | ---- | ---- | ---- | ---- |
| Население | 828  | 851  | 903  | 1058 | 1121 | 1432 | 1476 | 1625 | 1767 | 2056 |

| Год       | 1960 | 1970 | 1980 | 1990 | 2000 | 2009 | 2010 | 2011 | 2012 | 2013 | 2014 | 2015 |
| --------- | ---- | ---- | ---- | ---- | ---- | ---- | ---- | ---- | ---- | ---- | ---- | ---- |
| Население | 1460 | 1623 | 1595 | 1865 | 2003 | 2026 | 2038 | 2024 | 2053 | 2011 | 2032 | 2031 |